# Głębokie Pola Chandry

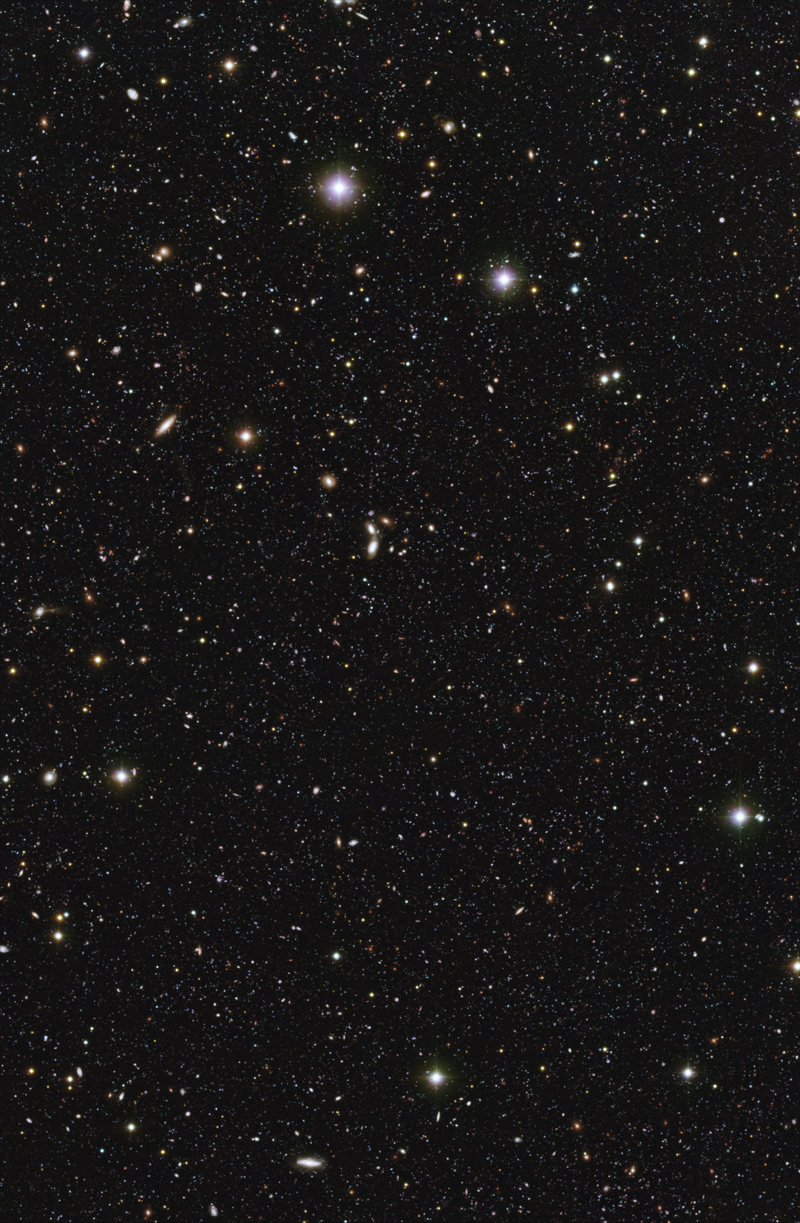
Głębokie Południowe Pole Chandry

Głębokie Pola Chandry (ang. Chandra Deep Fields, w skrócie CDF) – obrazy nieba zarejestrowane w zakresie promieniowania rentgenowskiego, bazujące na serii obserwacji za pomocą teleskopu kosmicznego Chandra.
- Pierwsze – Głębokie Południowe Pole Chandry (Chandra Deep Field-South, CDF-S) – stanowi obraz fragmentu nieba południowego w gwiazdozbiorze Pieca o powierzchni 0,11 stopnia kwadratowego. Całkowity czas ekspozycji wyniósł 10,8 dnia[1].

- Drugie – Głębokie Północne Pole Chandry (Chandra Deep Field-North, CDF-N) – jest częścią nieba północnego, pokrywającą się z Głębokim Polem Hubble’a. Całkowity czas ekspozycji wyniósł 23 dni. Zarejestrowano blisko 600 źródeł promieniowania X.

Większość zarejestrowanych źródeł stanowią masywne czarne dziury w centrach galaktyk aktywnych i kwazary.